# Prażmów
Prażmów è un comune rurale polacco del distretto di Piaseczno, nel voivodato della Masovia.
Ricopre una superficie di 86,11 km² e nel 2004 contava 8 312 abitanti.